# Psettina brevirictis
Psettina brevirictis är en fiskart som först beskrevs av Alcock, 1890.  Psettina brevirictis ingår i släktet Psettina och familjen tungevarsfiskar. Inga underarter finns listade i Catalogue of Life.